# Função não expansiva
Em matemática, na teoria de espaços métricos, uma aplicação não expansiva é uma função entre espaços métricos que não aumenta qualquer distância (tais funções são sempre contínuas). Estas aplicações são os morfismos da categoria dos espaços métricos, Met. Elas também são conhecidas como funções Lipschitz com constante de Lipschitz 1, contrações fracas ou aplicações curtas.
Especificamente, suponha que X e Y são espaços métricos e que ƒ é uma função de X para Y. Esta função é uma aplicação métrica se para quaisquer pontos x e y em X,
{\displaystyle d_{Y}(f(x),f(y))\leq d_{X}(x,y).}
Aqui, dX e dY denotam as métricas dos espaços X e Y respectivamente.